# Rondeletia liogieri
Rondeletia liogieri är en måreväxtart som beskrevs av Attila L. Borhidi. Rondeletia liogieri ingår i släktet Rondeletia och familjen måreväxter. Inga underarter finns listade i Catalogue of Life.